# 517
517 (DXVII) fue un año común comenzado en domingo del calendario juliano, en vigor en aquella fecha.
En el Imperio romano, el año fue nombrado el del consulado de Agatapio y Paulo, o menos comúnmente, como el 1270 Ab urbe condita, adquiriendo su denominación como 517 al establecerse el anno Domini por el 525.

## Acontecimientos
- Concilio provincial de Gerona.
- 2 de abril: El papa Hormisdas dirige una dura carta al clero hispano, enojado por los informes que le llegan de España. Recomendaba a los hispanorromanos que tuviesen mucho cuidado con los obispos que elegían, que lo hicieran en la persona de hombres de carácter fuerte. No debían elegir laicos ni consagrados. No se debe ofrecer o aceptar dinero por un obispado: la decisión del pueblo y el clero dará fe del juicio de Dios. Hormisdas concede también permiso al clero hispano para reunirse en concilio únicamente una vez al año, en vez de las dos prescritas. El papa envía al vicario Salustio a las provincias de Bética y Lusitania, con misión de vigilar el cumplimiento de los decretos de los sagrados concilios, mediar en las disputas y convocar sínodos en caso necesario. Posteriormente el papa escribirá una carta mostrando su alegría por la resolución de las disputas por medio de su vicario.